# Хайир-бей
Хайир-бей (тур. Hayır Bey, іноді пишеться Kha'ir Bey або Kha'ir Beg, помер 1522 р.) — губернатор османського Єгипту з 1517 до своєї смерті в 1522 році. Він отримав посаду губернатора від султана Селіма I за допомогу в завоюванні Єгипту.
Абхаз чи черкес за національністю, він був колишнім мамелюцьким губернатором Алеппо, сприяв перемозі османів у битві за Мардж Дабік. Після османського завоювання мамлюків та ліквідації Мамлюцького султанату, великий візир Юнус-паша став правителем Єгипту. Однак після того, як османський султан Селім I довідався про корупцію Юнус-паші в управлінні, посада губернатора Єгипту була передана Хайир-бею. Вважають, що султан Селім I стратив Юнус-пашу за те, що він образив черкеську етнічну приналежність свого наступника губернатора Хайир-бея. Той був призначений на пост, незважаючи на те, що саме Юнус-паша завоював Єгипет для Османської імперієї.
Його резиденцією був палац Акір Алін Ак, і він побудував Похоронний комплекс Аміра Хайрбака.